# A Complete Unknown
A Complete Unknown è un film del 2024 co-prodotto, co-scritto e diretto da James Mangold.
Basato sulla biografia Dylan Goes Electric! di Elijah Wald, il film ripercorre la svolta elettrica nella carriera di Bob Dylan.

## Trama
1961: il ventenne Robert Zimmerman, che in precedenza ha preso lo pseudonimo di Bob Dylan, si trasferisce a New York per conoscere l'adorato Woody Guthrie, cantante e chitarrista folk attualmente molto malato. In ospedale, mentre si esibisce davanti al suo idolo cantando un pezzo scritto per l'occasione, desta l'attenzione dell'esperto musicista Pete Seeger, con cui stringe amicizia. Per Bob si aprono, piano piano, le porte della scena folk americana cominciando a esibirsi in vari locali del Greenwich Village. In uno di questi conosce la giovane Sylvie Russo, con cui intraprende una relazione.
Successivamente, Bob incontra Joan Baez a un concerto di lei e ne rimane piacevolmente colpito. Insieme v'è il manager della Columbia Records Albert Grossman, il quale sente il giovane cantare e suonare la chitarra acustica e lo prende sotto la sua ala protettrice dandogli la possibilità di incidere un album che, però, è previsto sia principalmente pieno di cover. Il lavoro si chiama proprio Bob Dylan e non ottiene il successo commerciale sperato.
Bob non si perde d'animo e, approfittando della generale inquietudine dovuta alla guerra del Vietnam, rende noti alcuni suoi testi socialmente impegnati, catturando l'attenzione non solo della comunità folk, ma pure di Joan, con cui intraprende una relazione clandestina, ma anche professionale. Ciò porta Bob e Sylvie a lasciarsi. Oltretutto, il giovane continua a sentirsi oppresso dai contratti e dai fan e non avverte la possibilità di esprimersi al meglio nei concerti. Così il tour programmato con Joan finisce coi due a litigare sul palco.
1965. Desideroso di lasciarsi indietro tutte le aspettative che lo opprimono, Bob imbraccia la chitarra elettrica e altri strumenti rock rivoluzionando la sua musica. Comincia così a lavorare all'album Highway 61 Revisited. Ciò appare fin da subito come un tradimento dei principi base del folk e provoca preoccupazione presso gli organizzatori del Newport Festival, che hanno invitato Bob senza immaginare che ci sia la possibilità di un'esibizione così divisiva. Intanto Sylvie si riavvicina al suo ex ma, vedendone un duetto con Joan, capisce che la loro relazione non ha futuro: così lo abbandona di nuovo.
Nel giorno del Newport Festival, a nulla valgono le raccomandazioni degli organizzatori, che si avvalgono pure dell'aiuto di Seeger per convincere Dylan a non suonare in elettrico. Il cantautore, supportato da Johnny Cash, sale sul palco e porta avanti la sua nuova filosofia. Le persone nel pubblico reagiscono malissimo, fischiando e insultando il loro stesso idolo, mentre Seeger cerca di fermarlo, ma viene ostacolato da Grossman. Alla fine dell'esibizione, Cash offre a Bob una chitarra acustica con cui può concedere, come bis, una canzone folk.
L'indomani Joan dice a Bob che ora ha davvero raggiunto la libertà che desiderava e questi, dopo un'ultima visita a Guthrie, lascia la città in motocicletta.

## Produzione

### Cast
Nel gennaio 2020 è stato annunciato che James Mangold avrebbe scritto e diretto un film biografico su Bob Dylan, all'epoca intitolato Going Electric, con Timothée Chalamet nel ruolo del cantante. L'attore ha affermato di aver cantato personalmente tutte le canzoni del film.
Bob Dylan ha incontrato il regista Mangold diverse volte durante la realizzazione. Durante questi incontri, leggevano insieme l'intera sceneggiatura ad alta voce: Mangold interpretava tutte le parti e le indicazioni di scena, mentre Dylan si limitava a recitare le battute del suo personaggio. Nel corso di queste sessioni, Dylan annotava appunti sulla sceneggiatura. Al termine dell'ultimo incontro, firmò il testo e disse a Mangold: 'Vai con Dio'.
Nel febbraio 2023 viene confermato che il film si sarebbe intitolato A Complete Unknown e che sarebbe entrato in produzione dopo che Mangold avrebbe finito di lavorare a Indiana Jones e il quadrante del destino. 
Il titolo definitivo è tratto dalla canzone Like a Rolling Stone, scritta da Dylan nel periodo oggetto del film, in particolare dal verso « A complete unknown, like a rolling stone ».
In aprile, Monica Barbaro entra nelle trattative finali per interpretare Joan Baez, venendo poi confermata a maggio. Sempre a maggio, entrano nel cast Elle Fanning nel ruolo di Sylvie Russo, personaggio basato su Suze Rotolo, e Benedict Cumberbatch nel ruolo di Pete Seeger.
A luglio, si uniscono al cast Nick Offerman, sostituito poco dopo da Norbert Leo Butz, e Boyd Holbrook come interprete di Johnny Cash; mentre, a ottobre, si unisce P. J. Byrne. Mangold afferma di aver scelto Holbrook, già suo collaboratore in Logan: The Wolverine e Indiana Jones e il quadrante del destino, per raccontare un altro lato della vita di Cash dopo aver precedentemente raccontato le sue origini in Quando l'amore brucia l'anima - Walk the Line, dove veniva interpretato da Joaquin Phoenix. A gennaio 2024, Edward Norton entra a far parte del cast come nuovo interprete di Seeger, sostituendo Cumberbatch che abbandonò la produzione per conflitti di programmazione.

### Riprese
Le riprese si sono svolte tra marzo e luglio 2024 nel New Jersey e a New York.

## Promozione
Il primo trailer in lingua originale è stato diffuso il 24 luglio 2024, mentre il primo trailer in italiano è stato pubblicato il 9 settembre seguente.

## Distribuzione
La distribuzione del film nelle sale statunitensi è avvenuta il 25 dicembre 2024, mentre nelle sale italiane dal 23 gennaio 2025.

### Edizione italiana
L'edizione italiana del film è stata curata dalla Disney Character Voices International con la supervisione artistica di Lavinia Fenu. La direzione del doppiaggio e i dialoghi sono curati da Daniele Giuliani, assistito da Francesca Migneco, per conto della Dubbing Brothers Int. Italia che si è occupata anche della sonorizzazione.

## Accoglienza

### Incassi
Il film ha incassato 75001720 $ in Nord America e 65506932 $ nel resto del mondo, per un totale di 140508652 $. In Italia ha incassato 4143197 €.

### Critica
Il film è stato molto apprezzato dalla critica: su Rotten Tomatoes l'82% di 339 critici esprime un giudizio positivo, su Metacritic il voto medio di 59 critici è di 70/100.

## Riconoscimenti
- 2025 – Premio Oscar[25]
  - Candidatura per il miglior film
  - Candidatura per il miglior regista a James Mangold
  - Candidatura per il miglior attore a Timothée Chalamet
  - Candidatura per il miglior attore non protagonista a Edward Norton
  - Candidatura per la miglior attrice non protagonista a Monica Barbaro
  - Candidatura per la miglior sceneggiatura non originale a James Mangold e Jay Cocks
  - Candidatura per i migliori costumi a Arianne Phillips
  - Candidatura per il miglior sonoro a Tod A. Maitland, Donald Sylvester, Ted Caplan, Paul Massey e David Giammarco
- 2025 – Golden Globe[26]
  - Candidatura per il miglior film drammatico
  - Candidatura per il miglior attore a Timothée Chalamet
  - Candidatura per il miglior attore non protagonista a Edward Norton
- 2025 - Premio BAFTA
  - Candidatura per il miglior film
  - Candidatura per il miglior attore a Timothéé Chalamet
  - Candidatura per il miglior attore non protagonista a Edward Norton
  - Candidatura per la miglior sceneggiatura non originale a James Mangold e Jay Cocks
  - Candidatura per il miglior casting a Yesi Ramirez
  - Candidatura ai migliori costumi ad Arianne Phillips